# Sanamat
 (février 2024).
Ṣanamat (en arabe : صنمات) est un sous-district situé dans le district d'Al-Misrakh, dans le gouvernorat de Ta'izz, au Yémen. Ṣanamat comptait 5 396 habitants selon le recensement de 2004,,.

## Villages
- Sanamat
- Al-Kahlabi
- Al-'Uqur
- Al-Hiaj
- Al-Mawqie
- Al-Mahfir